# Rina Venter
Pour les articles homonymes, voir Venter (homonymie).
Elizabeth « Rina » Venter, née le 9 décembre 1938, est une femme politique sud-africaine, membre du parlement (1984-1994), ministre de la Politique nationale de la Santé (1989-1994), des Services de santé (1990-1994), du Développement (1989-1993) ainsi que des Affaires sociales (1993-1994) dans le gouvernement de Klerk. Elle est la première femme à être membre d'un gouvernement sud-africain.

## Biographie
Diplômée en sciences sociales de l'université de Pretoria, Rina Venter travaille comme assistante sociale pendant 20 ans. 
Membre du Northern Transvaal Welfare Council et plus tard du South African Welfare Council au début des années 1980, elle siège entre autres également au conseil d'administration de Pretoria Technikon, ainsi qu'à la Commission nationale du logement. 
En septembre 1984, elle est nommée députée en vertu de la nouvelle Constitution sud-africaine de 1983, accordant au président de l'État de désigner quatre députés complémentaires (non élus) à la chambre de l'assemblée du parlement. 
Elle est élue députée de la circonscription d'Innesdal lors des élections générales sud-africaines de 1989 et devient la première femme nommée ministre de la Santé nationale et des Services sociaux d'un gouvernement sud-africain, dans une équipe qui engage le dialogue avec la communauté noire.
En tant que ministre de la Santé, elle pilote la fin de la ségrégation dans les hôpitaux publics (1990),
, introduisit en Afrique du Sud les premières lois anti-tabac (Tobacco Products Control Bill en 1993) et présenta le premier plan national détaillé de lutte contre l'extension de la pandémie du Sida dans le pays. En 1991, sous son impulsion et dans le cadre de son plan de prévention du Sida, le gouvernement avait fait distribuer des brochures d'informations sur la maladie dans les écoles et avait construit 152 dispensaires chargés d'apporter les premiers soins aux malades.
De janvier 1995 à juin 1996, elle est la conseillère officielle de Frederik Willem de Klerk, alors vice-président exécutif.
En retrait de la vie politique après 1996, elle critique l'abandon par ses successeurs de son plan national de lutte contre le Sida, alors que celui-ci était en pleine expansion. En 2005, le ministre de la Santé Manto Tshabalala-Msimang critique le gouvernement de Klerk au sujet de la progression du Sida. Mise en cause indirectement, Rina Venter répond en accusant la ministre de se défausser, en connaissance de cause, de ses propres erreurs, sous le seul prétexte de « gouvernement d'apartheid ». Rina Venter réaffirme notamment que le plan national de lutte contre le Sida, sur lequel Mme Tshabalala-Msimang avait été consultée lors de son élaboration, au titre du Congrès national africain, avait été abandonné sciemment dès 1994 par le nouveau gouvernement sud-africain.